# 三宅康貞
三宅 康貞（みやけ やすさだ、天文13年（1544年） - 元和元年10月23日（1615年12月13日））は、戦国時代から江戸時代前期にかけての武将、大名。三河挙母藩初代藩主。田原藩三宅家初代。三宅政貞の長男で、母は鳥居忠吉の娘。正室は小笠原佐渡守の娘。子に康信（長男）、康政（次男）、娘（内藤政長正室）。官位はなし。通称は惣右衛門。

## 三河三宅氏
三河国内で三宅氏の活動がわかるのは15世紀末になってである。三宅筑前守家次なる人物が徳川家譜代大名で挙母藩主となった三宅康貞の家系である。藤原氏、源氏、または天日槍の子孫と称した。
寛政呈譜や藩翰譜は鎌倉時代末期に現れた古代の三宅連の末裔の児島高徳の子孫であるとするが、伝えられている説には疑問点が多く、祖であるとするには到らない。
明応2年（1493年）の井田野の戦いに松平親忠と戦った武将に三宅伊賀守がいるが、これもこの系統の人物であろうが系譜は不明である。
「七州城沿革小史」によれば、天文3年（1534年）から三宅弾正義次以下4代が梅坪城（現豊田市梅坪町）に在城したとある。
16世紀末になると足助などにまで勢力を強めるなど活動するが、三宅政盛が松平清康に攻められ降伏した記録があり、同じころに、三宅周防守清貞が清康に居城伊保城を攻略され逃亡した記録があり、三宅右衛門大夫髙貞がその後に現れて清康に攻められていることから、分流がいくつか存在したか、戦国時代の荒波の中で歴代の当主が死去したものかと思われる。
松平家に松平元康（徳川家康）が現れると、三宅政貞は、永禄9年（1558年）に松平氏の家臣となった。その子が康貞である。
その後、江戸時代には挙母藩主、伊勢亀山藩主を務めた後、田原藩主として廃藩置県まで存続した。この三河田原城の三宅氏の江戸藩邸の坂が、東京の最高裁判所や、日本社会党（現：社会民主党）の建物が存在することからその別名にも使われる三宅坂である。

## 略歴
永禄元年（1558年）から徳川家康に仕えた譜代の家臣で、姉川の戦いや長篠の戦いをはじめ、武田氏攻めには常に参戦して武功を挙げた。鳥居元忠の親族に当たることから、元忠と行動を共にすることが多かったと言われている。天正年間には駿河深沢城主を務めた。天正10年（1582年）の織田信長没後の天正壬午の乱で甲斐を防衛した。天正18年（1590年）に家康が関東に移されると、武蔵国内瓶尻に5000石を与えられた。
慶長9年（1604年）、三河挙母に1万石を与えられ、挙母藩を立藩した。元和元年（1615年）10月23日、72歳で死去し、跡は長男の康信が継いだ。墓所は挙母の霊巌院。後に愛知県田原市へ改葬された。

## 系譜
父母
- 三宅政貞（父）
- 鳥居忠吉の娘（母）

正室
- 小笠原佐渡守の娘

子女
- 三宅康信（長男）生母は正室
- 三宅康政（次男）
- 内藤政長正室